# Guauaenok
Guauaenok (Gwawa'enux, Kwawwawainck, Gwawaenuk) je pleme Kwakiutl Indijanaca s Watson Islanda u Hopetownu, uz obalu Vancouvera, Britanska Kolumbija. Swanton ovo pleme locira na Drury Inletu, te u selima Hohopa na zapadnoj obali Baker Islanda, Kunstamish na istočnoj obali Clayton Baya (Werlls Passage), te s plemenima Tsawatenok i Hahuamis u selu Kwaustums, na Gilford Islandu. Danas njihove seoske zajednice broje nekih 40 članova.

## Popis rezervata
- Dove Island Indian Reserve 12
- Gleyka Indian Reserve 6
- Hopetown Indian Reserve 10a
- Kadis Indian Reserve 11
- Keogh Indian Reserve 3
- Kunstamis Indian Reserve 2
- Kunstamis Indian Reserve 2a
- Lawanth Indian Reserve 5
- Magwekstala Indian Reserve 10
- Quay Indian Reserve 4

## Vanjske poveznice
- Kwakiutl Indian Tribe History
- Gwawaenuk Tribe  Arhivirana inačica izvorne stranice od 18. lipnja 2008. (Wayback Machine)